# Helicopsyche umbonata
Helicopsyche umbonata är en nattsländeart som beskrevs av Hagen 1864. Helicopsyche umbonata ingår i släktet Helicopsyche och familjen Helicopsychidae. Inga underarter finns listade i Catalogue of Life.